# Zahid Khalilov
Zahid Khalilov (en azéri:Zahid İsmayıl oğlu Xəlilov;né le 14 janvier 1911 dans le village de Sarajly, district d'Ekaterinenfeld, aujourd'hui district de Bolnisi, province de Tbilissi est un Homme d'État soviétique et de la RSS d'Azerbaïdjan, académicien, mathématicien, président de l'Académie des sciences de la RSS d'Azerbaïdjan en 1962-1967.

## Biographie
En 1929, après avoir obtenu son diplôme d'études secondaires et du Collège pédagogique turc de Tbilissi, il entre à la Faculté de mathématiques de l'Université d'État d'Azerbaïdjan. Après la fermeture de l'université en 1930-1934, après avoir terminé ses études supérieures à l'Institut pédagogique d'Azerbaïdjan, il retourne à Tbilissi et travaille à l'Institut de l’Ingénierie ferroviaire.
En 1937, il entre aux études supérieures à l’Institut mathématique de Tbilissi et, le 22 avril 1940, soutient sa thèse à l’Université d’État de Tbilissi.

## Activité scientifique
- En 1940, il est invité à l'Université d'État d'Azerbaïdjan à Bakou.
- En 1942, il rejoint le département d'Azerbaïdjan de l'Académie des sciences de l'URSS et en 1945, lors de la création de l'Académie des sciences d'Azerbaïdjan, il est nommé chef du secteur de physique et de mathématiques.
- En 1946, Z. Khalilov soutient avec succès sa thèse sur le thème « Etude de la dépendance paramétrique des problèmes de valeurs limites » et à l'âge de 35 ans, il devient le premier docteur en sciences physiques et mathématiques en Azerbaïdjan.
- En 1949, il écrit le premier manuel en URSS « Analyse fonctionnelle ».
- En 1950, Z. Khalilov est nommé directeur de l'Institut de mathématiques et de mécanique
- Dans les années 1950, les travaux scientifiques de Z. Khalilov sont publiés dans des centres scientifiques tels que Moscou, Leningrad, Kiev, Tbilissi, ainsi qu'aux États-Unis d'Amérique. Le professeur Zahid Khalilov est non seulement le fondateur de l’école azerbaïdjanaise d’analyse fonctionnelle, mais aussi l’un des idéologues de ce domaine en URSS.
- En 1955, il est élu membre à part entière de l'Académie des sciences d'Azerbaïdjan.
- En 1957-1959 l'académicien Z. Khalilov est le vice-président de l'Académie et président en 1962-1967.
- De 1967 jusqu'à la fin de sa vie, il dirige l'Institut de Mécanique et de Mathématiques qu'il crée[3].

## Prix et récompenses
- Ordre du Drapeau rouge du Travail,
- Ordre de l'Honneur (Azerbaïdjan).